# Hessenkolleg Wiesbaden

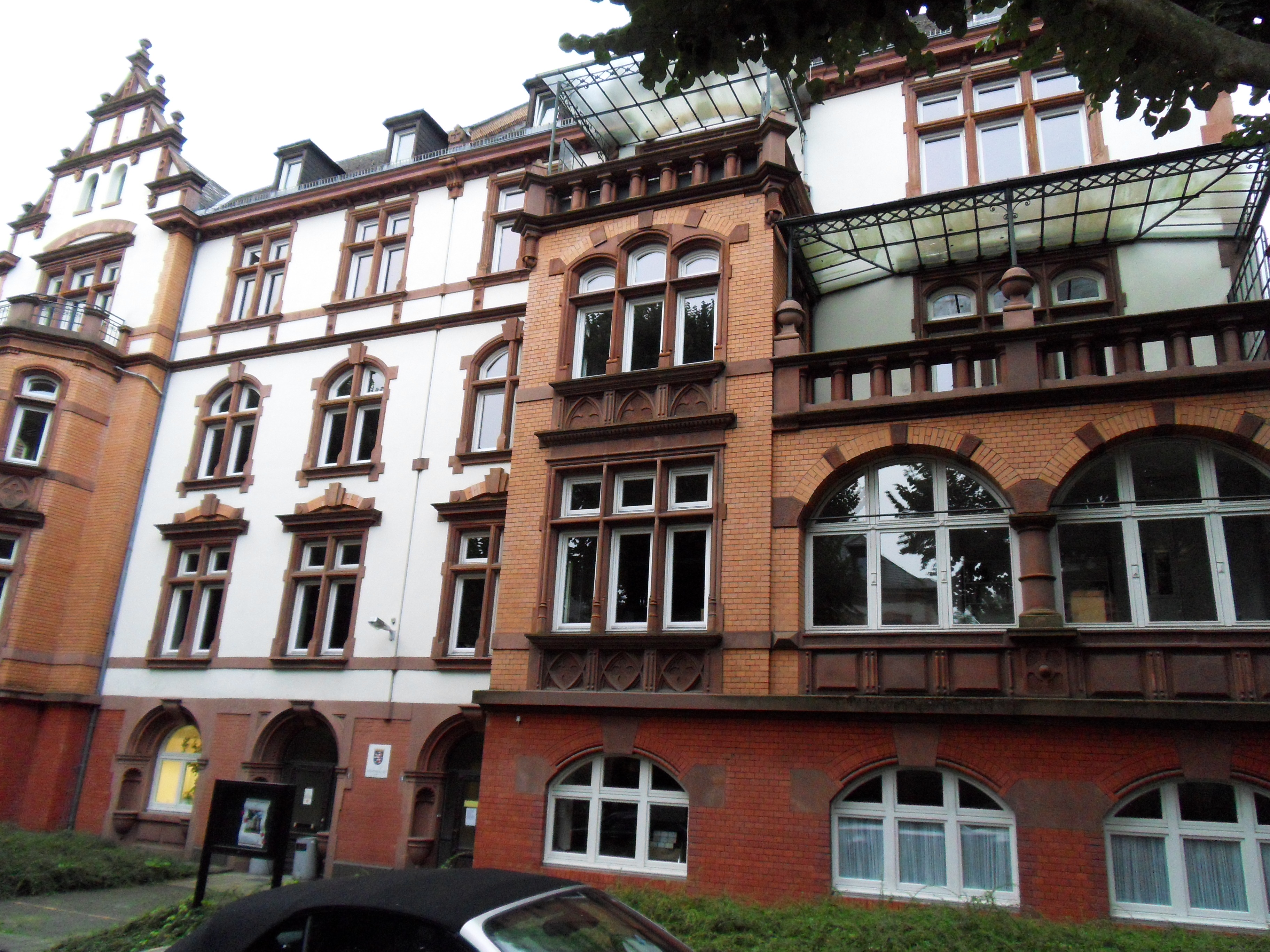
Hessenkolleg in der Alexandrastraße in Wiesbaden

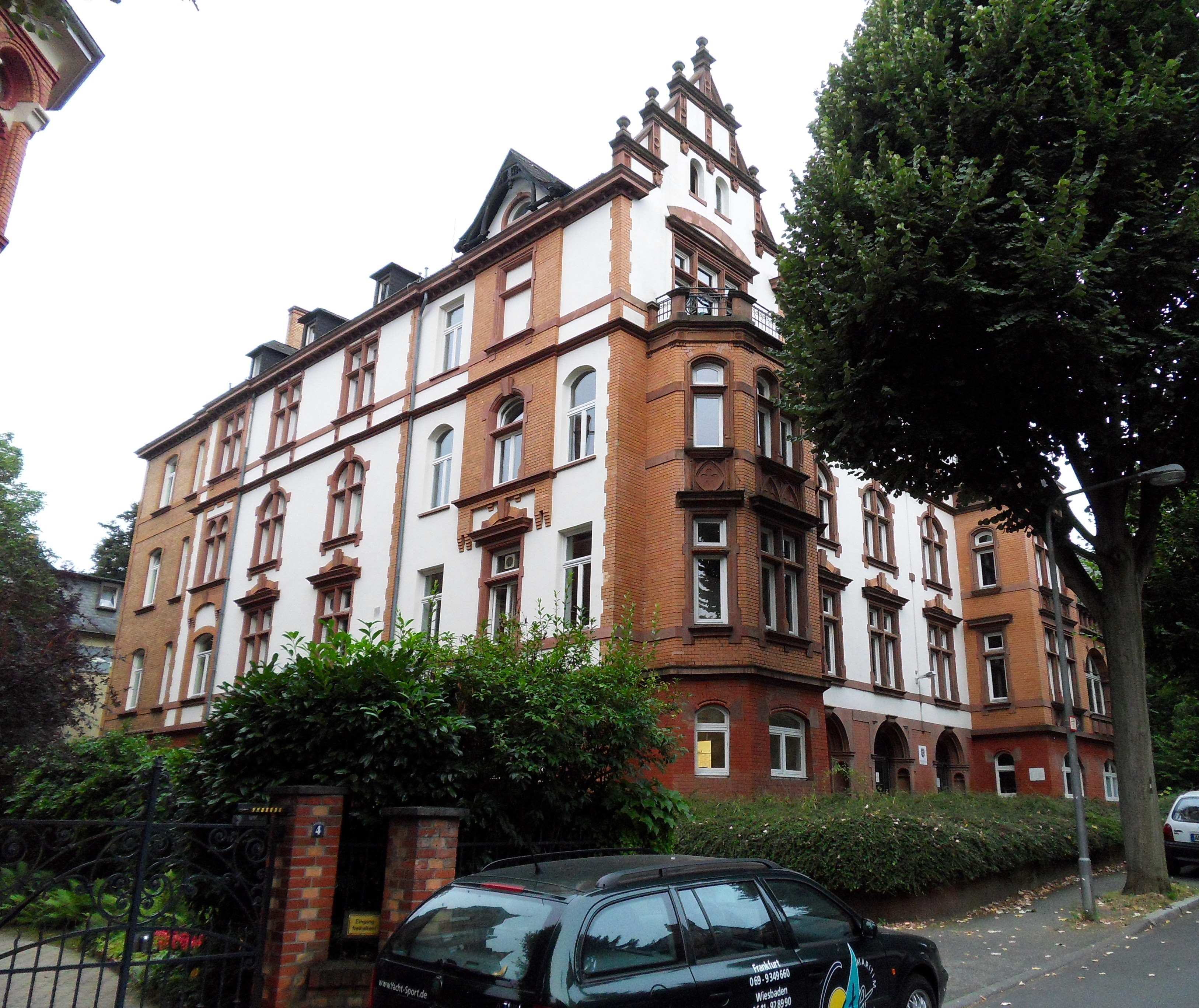
Blick von Osten

Das Hessenkolleg in Wiesbaden ist ein Kolleg, welches erwachsenen Menschen ermöglicht, ihre allgemeine Hochschulreife nachzuholen.
Zur Finanzierung des dreijährigen Lehrganges kann BAföG beantragt werden. Zusätzlich verfügt die Schule über ein Wohnheim mit 13 Zimmern, in das einige Schüler während der Ausbildung einziehen können.
Die Kapazität des Kollegs umfasst 300 Studierende. Seit Beginn des Schuljahres 2006/2007 besuchen im Jahresdurchschnitt ca. 270 Studierende das Hessenkolleg, im Schuljahr 2017/18 waren es ca. 200.
Als Schulen für Erwachsene arbeiten das Abendgymnasium und das Hessenkolleg Wiesbaden eng zusammen. Beide Schulen haben eine gemeinsame Schulleitung und bieten gemeinsame Kurse an, beispielsweise Spanisch, Kunst, Sport, Erdkunde, Philosophie und Darstellendes Spiel.

## Geschichte
Das Wiesbadener Hessenkolleg wurde 1959 gegründet. Das Hauptaugenmerk lag damals auf den Menschen, die aufgrund individueller biografischer Umstände keinen Hochschulzugang hatten, vor allem aber innerhalb beruflicher Bildungsgänge erfolgreich waren und nun z. T. Versäumtes nachholen und – in der Mehrzahl – durch Erlangung der Hochschulreife ihre persönliche Entwicklung und sozialen Aufstieg fortsetzen wollten. Ihnen sollte dies nachträglich über die Hessenkollegs (Picht: Bildungsnotstand; Mobilisierung von Bildungsreserven) ermöglicht werden.
Um den Schulabschluss an Erwachsenenschulen denen der allgemeinbildenden Schulen gleichzusetzen, wurde dies in einer eigenen Schulverordnung für den damals so genannten Zweiten Bildungsweg festgesetzt. Zudem wurden die Lehrmethoden an die Bedürfnisse erwachsener Menschen angepasst.
Das Hessenkolleg Wiesbaden besteht in seiner heutigen Form seit dem Schuljahr 1996/97, als es mit dem geschlossenen Hessenkolleg Rüsselsheim zusammengelegt wurde. Zu diesem Anlass wurde das Schulgebäude renoviert; die naturwissenschaftlichen Sammlungen wurden auf den neuesten Stand gebracht.
Zudem wurde 1997 der verkürzte zweijährige Bildungsgang zum Abitur eingeführt, der inzwischen nicht mehr angeboten wird.